# П'ята голова Цербера
«П'ята голова Цербера» (англ. The Fifth Head of Cerberus) — науково-фантастичний роман  американського письменника-фантаста Джина Вулфа, що складається з 3 повістей (звідси походить частина назви роману, оскільки у Цербера з міфології було 3 голови). В процесі читачеві доведеться з'ясувати хто є хто на планетах Сен-Круа і Сен-Анна: колоністи-земляни стали аборигенами або аборигени видають себе за колоністів. При цьому багато алюзій на давньогрецькі міфи, колоніальну епоху. Роман написано у 1972 році.
Тонка, оригінальна, поетична та мальовнича книга, принцип невизначеності, втілений в блискучій вигадці...
Оригінальний текст (англ.)
[A subtle, ingenious, poetic, and picturesque book; the uncertainty principle embodied in brilliant fiction...] Помилка: [undefined] Помилка: {{Lang}}: немає тексту (допомога): текст вже має курсивний шрифт (допомога)— Урсула Ле Ґуїн

## Назва
Назва твору посилається на Цербера — триголового пса з грецької міфології, що охороняв вхід до підземного світу, Аїду. У першій повісті головний герой пояснює, що Цербер представляє його родину, три голови — це його батько, тітка та робот Містер Мільйон, додаючи, що його  брат Девід   міг би бути четвертою головою. Сам наратор, за цією логікою,  має бути п'ятою. Таким чином, повість опосередковано названа ім'ям самого оповідача. Подальші паралелі між родиною оповідача та міфологічним Цербером зустрічаються в багатьох інших згадках, розкиданих повістю. Наприклад, статуя цієї міфологічної істоти встановлена при вході до їхнього родинного будинку, у зв'язку з цим помешкання зветься Maison du Chien («Собача будка»). Сам будинок має адресу вулиця Селтамбанке, 666, що також асоціюється з підземним світом. 
Окрім вищезгаданого, наратор є п'ятим поколінням клонів своєї родини. Його справжнє ім'я приховується, але Кім Стенлі Робінсон першим визначив, що оповідача звуть «Джин Вулф».

## Зміст
В першій повісті, що називається так само, як й увесь роман («П'ята голова Цербера»), розповідь ведеться від імені  хлопчика, що мешкає на колонізованій колись землянами (французами) планеті Сен-Круа. Втім більше ніж 20 років тому було перервано зв'язок з Землею. Головний герой представляє свою родину: батько, якого оточення кличе Метром , тітка Жанін, робот, браті і він. Це й є п'ять голів. Оскільки головний герой є п'ятим, то відповідно до назви повісті опиняється у центрі подій. З батьком вони спілкуються мало (той разом з тіткою керує борделем), постійний супутник його і брата Девіда — робот на прізвисько Містер Мільйон. Одного разу хлопчика викликають до батька, де повідомляють, що тепер його ім'я Номер П'ять. Після цього піддають хлопця психологічним, візуальним, наркотичним та асоціативним випробуванням, які той витримує. З цього часу Номер П'ять разом з братом Девідом витримує такі випробування, але у героя оповідання вони сильніші.
Номер П'ять дізнається про гіпотезу Обрі Вейль, згідно з якою корінні жителі Сен-Анни (відомі як або) могли імітувати людських поселенців так чудово, що вони вбивали їх і зайняли їх місця. Й тепер на цій планеті (разом з рідною планетою Сен-Круа) мешкають псевдоземляни. Деяке підтвердження цьому дає тітка, яка поступово долучає Номер П'ять до родинного бізнесу. Згодом на планету потрапляє антрополог з Землі Джон Марш, що досліджує місцевих колоністів, які вважалися вимерлими і спілкується з  Обрі Вейль, автором гіпотези.
Номер П'ять разом з Федрією та Девідом бере участь у виставах місцевого театрального гуртка. Вони потрапляють на склад, де знаходяться раби. Тут Номер П'ять зустрічає генетично зміненого раба, дуже схожого на його батька. Останній нападає на героя та його брата, але ті вбивають його.
Проте Номера П'ять все більше турбують сумніви. Він все більше ненавидить експерименти, що здійснює над ним батько. Джон Марш повідомляє героєві, що він та уся родина є клонами землян. При цьому Номер П'ять виявляє, що Марш є корінним мешканцем Сен-Круа. Стає зрозумілим, що абориген прийняв образ сина Метра, ставши Номером П'ять, тому його так допитливо вивчали. Номер П'ять (абориген) вбиває свого псевдобатька, але його схоплюють та ув'язнюють.
Друга повість називається «Історія» Джона В. Марша». Оповідання ведеться від імені дослідника Марша, який відтворює стародавній світ Сен-Анни. Спочатку описує племінне суспільство кам'яної доби та культ обрядів ініціації. Аборигенка на ім'я Шепотіння кедрової гілки народжує близнюків — Східного вітру та Піщаного ходику. Втім невдовзі вороже плем'я маршерів викрадає Східний вітер. Через 13 років Піщаний ходик знаходить місцевого шамана, щоб дізнатися про долю свого брата-близнюка. Той поєднує уві сні свідомість Піщоного ходики і Східного вітру.
Під час полювання Піщаний ходик рятує плем'я Дітей Тіні він нападу маршерів. На дяку його знайомлять зі Старим мудрецем, що є колективним проявом свідомості Дітей Тіні. Тут з'ясовується, що походження Дітей Тіні не Сен-Анна і Сен-Круа. Предки племені були напевне з іншої планети (Землі), які колись прибули на Сен-Анну. Потім змішалися з аборигенами, або земляни стали аборигени чи аборигени стали землянами.
Невдовзі після цього Піщаний ходик і Діти Тіні потрапляють у полон до маршарів. Їх кидають у яму, де він бачить свою мати. На чолі маршарів стоїть його брат Східний вітер, що став правою рукою жерця маршарів. Він повідомляє полоненим, що їх буде принесено у жертву.
Під час церемонії жертвоприношення прибувають французькі колоністи на космічних кораблях. Це викликає паніку серед маршарів. У сутичці Піщаний ходик вбиває свого брата-близнюка. Потім разом з Дітьми Тіні вітає землян, оголошуючи, що дні довгих снів завершено — починається нова ера.
Повість «V.R.T.» має об'єднавчий сенс попередніх оповідань. Основна увага приділяється наслідкам колонізації та постколоніалізму на фоні спротиву аборигенів знищенню власної культури. Джон Марш опиняється в ув'язнені. Його щоденник-дослідження про аборигенів Сен-Анни вивчає офіцер військової адміністрації, який намагається зрозуміти, куди поділися місцеві мешканці (або). Виявляється, що під час подорожі на пошуках тубільців на чолі із Джоном Маршем стається нещасний випадок, внаслідок якого гине хлопчик на ім'я VRT, що супроводжував Марша, гине. В момент смерті свідомість Марша поєднується зі свідомістю хлопчика. В результаті з'ясовується, що гине Марш, а хлопчик обирає його образ, надаючи тому свій образ. Вже як професор Марш потрапляє на Сен-Круа, де впливає на героя першої новели — Номера П'ять. Зрештою Псевдомарша арештовують та загратовують у Порті Мімізон. Проте у читачеві залишаються сумніви, хто є хто: де аборигени, що мають вигляд людей, а де справжні земляни.